# Delmore Schwartz
Delmore Schwartz (New York, 8 dicembre 1913 – New York, 11 luglio 1966) è stato uno scrittore statunitense.

## Biografia
Delmore Schwartz era nato a Brooklyn da Harry e Rose Nathanson, ebrei immigrati rumeni. A Brooklyn passò l'infanzia e l'adolescenza, soffrendo per il divorzio dei genitori, avvenuto quando lui aveva 9 anni. Aveva un fratello minore, Kenneth, ed entrambi restarono con la madre (il padre si trasferì a Chicago, dove si risposò).
Delmore studiò letteratura alla Columbia University e all'Università del Wisconsin, laureandosi in filosofia alla New York University.
Nel 1937, a soli 24 anni pubblicò il suo primo racconto sul numero iniziale della rivista "Partisan Review", alla quale poi restò legato da una collaborazione durata fino alla morte prematura.
Sulla stessa rivista lavorava anche Gertrude Buckman che sposò nel 1937 e dalla quale divorziò sei anni dopo.
Nel 1948 sposò in seconde nozze Elizabeth Pollett, una romanziera di molti anni più giovane, in un matrimonio che naufragò presto.
Oltre a lavorare per diverse riviste e a intrattenere gli amici con brillanti conversazioni sulla letteratura presso la White Horse Tavern di New York, Schwartz ebbe grande influenza sugli scrittori newyorkesi degli anni '30 e '40, insegnando in qualche corso di "scrittura creativa" alla Syracuse University, a quella di Princeton, al Kenyon College e alla Università Harvard, senza però godere davvero in vita di un proprio successo (con l'esclusione del primo libro, considerato straordinario da diversi intellettuali coevi), per cui capitava che si isolasse, con problemi di depressione e alcolismo, tanto che quando morì, a soli 53 anni, nell'Hotel Marlon dove abitava negli ultimi anni, ci vollero due giorni prima che la direzione dell'albergo se ne accorgesse.

## Scritti e traduzioni
Con il primo racconto, Nei sogni cominciano le responsabilità, Delmore Schwartz raccolse in volume il poemetto Coriolano e sua madre e alcune poesie con lo stesso titolo del racconto nel 1938, presso la New Directions, casa editrice d'avanguardia fondata da James Laughlin.
A questo volume seguì la traduzione di Una stagione all'inferno di Arthur Rimbaud (1939), il dramma in versi Shenandoah (1941) e il poema Genesis Book One (al quale non seguì mai il previsto secondo volume).
Altri racconti furono raccolti in Il mondo è un matrimonio (1948), e in Successful Love (1961), altre poesie in Summer Knowledge (1959).

## Riconoscimenti
A lui furono dedicate e ispirate molte opere, a partire dalla più celebre, Il dono di Humboldt (1975), di Saul Bellow, fino a diverse poesie e prose di Robert Lowell, John Berryman, Cynthia Ozick, Meyer Shapiro, Lou Reed ecc., e ai brani musicali, European Son, dei Velvet Underground e Acrobat dall'album Achtung Baby degli U2.

## Opere
- In Dreams Begin Responsibilities (1938), tr. it. di Daniele Benati, Dai sogni cominciano le responsabilità, in Gianni Celati e Daniele Benati, Storie di solitari americani, Rizzoli, Milano, 2006, pp. 329–41. ISBN 8817011355
- Shenandoah (1941)
- Genesis (1943)
- World Is a Wedding (1948), tr. it. di Attilio Veraldi, Il mondo è un matrimonio, Giano, Varese, 2003. ISBN 8874200080
- Vaudeville for a Princess and Other Poems (1950)
- Summer Knowledge: New and Selected Poems (1959)
- Successful Love and Other Stories (1961)
- Syracuse Poems (1964)
- Selected Essays (1970, a cura di Donald Dike e David Zucker)
- James Atlas, Delmore Schwartz. The Life of an America Poet (1977, biografia)
- In Dreams Begin Responsibilities and Other Stories (1978, a cura di James Atlas), tr. it. di Attilio Veraldi, Nei sogni cominciano le responsabilità e altri racconti, Serra & Riva, Milano, 1990. ISBN 8877980354
- Letters of Delmore Schwartz (1984, a cura di Robert Phillips)
- What Is Given. Selected Poems (1985, a cura di Douglas Dunn)
- The Ego Is Always at the Wheel: Bagatelles (1986, a cura di Robert Phillips)
- Portrait of Delmore. Journals and Notes of Delmore Schwartz (1986, a cura di Elizabeth Pollet)
- Last and Lost Poems (1989, a cura di Robert Phillips)
- Shenandoah and Other Verse Plays (1992, a cura di Robert Phillips)
- Delmore Schwartz and James Laughlin: Selected Letters (1993, a cura di Robert Phillips)
- Screeno: Stories and Poems (2004, a cura di Cynthia Ozick)
- America! America! (a cura di Angelo Guida, introduzione di Alessandra Calanchi, Ventura Edizioni, Senigallia, 2022)